# Isaiia
Isaiia – wieś w Rumunii, w okręgu Jassy, w gminie Răducăneni. W 2011 roku liczyła 311 mieszkańców.